# ジ・アッシズ

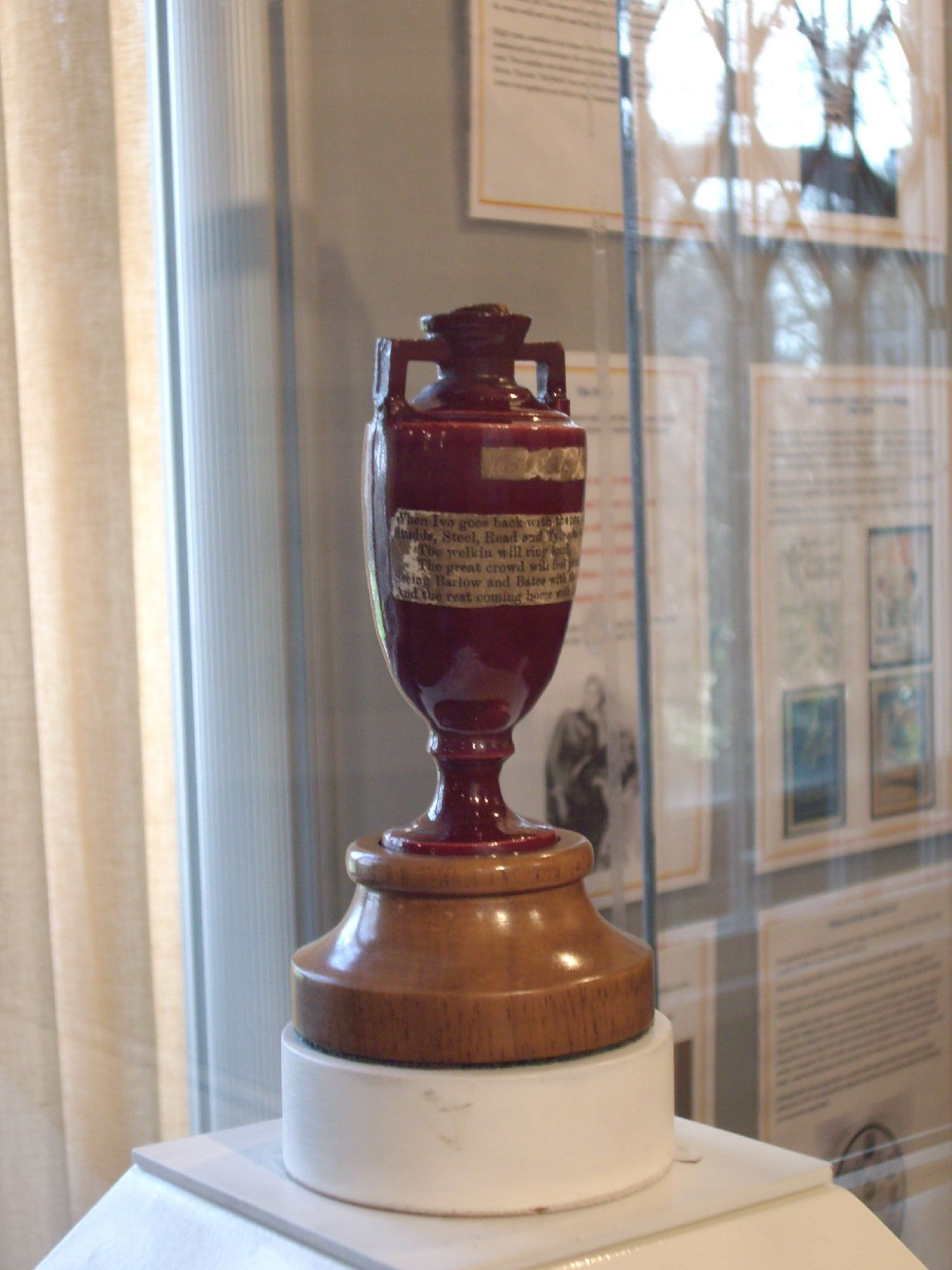
ジ・アッシズの優勝骨壺

ジ・アッシズ（The Ashes）はクリケットイングランド代表とクリケットオーストラリア代表との間で行われるクリケットのテストマッチシリーズのことである。

## 歴史
1882年、オーストラリア代表がイングランドに遠征した試合がジ・オーバルで行われ、そこでイングランドが初めて敗北した。この敗北に対しイングランドのメディア「ザ・スポーティングタイムス」が皮肉を込めて「イングランドクリケットは死んだ」と揶揄し、「イングランドの身体は燃やされて灰(ash)となり、その灰はオーストラリアに持っていかれた」と述べた。その後イングランドチームのキャプテンIvo Bligh が「その灰を取り戻す」とイングランドメディアに宣言したことから両者の長年に渡る闘いが始まっている。
2023年オーストラリアのイングランド遠征終了時点の対戦成績はオーストラリアの152勝、イングランドの111勝、引き分け98である。シリーズではオーストラリアの34勝32敗引分7になっている。